# Eunemorilla mixta
Eunemorilla mixta là một loài ruồi trong họ Tachinidae.